# Palauchenia
Palauchenia — вимерлий рід ссавців з родини верблюдових (Camelidae). Рід містить такі види: Palauchenia mexicana. Скам'янілості виявлено в Мексиці.